# Der gerade Weg
Der gerade Weg (La retta via) è stato un giornale politico di Monaco di Baviera, pubblicato negli anni della Repubblica di Weimar, e segnalatosi per la sua ferma opposizione al nazismo.

## Storia
Il giornale fu fondato dal giornalista cattolico Fritz Gerlich, oppositore di Hitler ed ex direttore del più importante quotidiano della Germania meridionale, il Munchner Neueste Nachrichten. Nel 1930 Gerlich rilevò la proprietà del settimanale Illustrierter Sontag che, all'inizio del 1932, mutò il proprio nome in Der Gerade Weg, La retta via, sottotitolato Deutsche Zeitung für Wahrheit und Recht (Giornale tedesco per la verità e il diritto). Da questa testata Gerlich proseguì la campagna di stampa contraria al nazismo che aveva iniziato sul Munchner Neueste Nachrichten. 
Nelle parole di Gerlich lo scopo del giornale era valutare gli eventi in corso "esclusivamente in base ai principi cattolici" (4 dicembre 1931). Gerlich lavorò al quotidiano con il sostegno del padre cappuccino Ingbert Naab, del sacerdote Franz X. Wutz e con il costante incoraggiamento della mistica tedesca Teresa Neumann.
Il giornale criticava il movimento nazionalsocialista e le sue dottrine razziali, ricorrendo all'uso di disegni satirici, fotomontaggi e caricature. Il 14 febbraio 1932, dalle colonne del Der gerade Weg, Gerlich mise in guardia la popolazione tedesca della "peste intellettuale del nazismo", che significava "omicidio di massa e di sangue". Il 17 luglio 1932 Gerlich pubblicò una satira dal titolo Hitler ha sangue mongolo nelle vene? in cui si faceva beffe delle teorie razziali nazionalsocialiste di Hans F. K. Günther e Alfred Rosenberg sottolineandone il linguaggio pseudoscientifico. Nel novembre 1932 Gerlich sostenne che Hitler avrebbe mandato in rovina il popolo tedesco con il suo "movimento di isteria di massa" e derise la dottrina razziale nazista; affermò che per questa ragione "lo stesso Hitler e circa tre quarti del suo partito al Reichstag" avrebbero dovuto lasciare la politica tedesca.
Il 30 Gennaio 1933, dopo l’ascesa al potere di Hitler, Gerlich fu arrestato dalle SA, incarcerato nel campo di concentramento di Dachau e torturato. Quattro giorni dopo il giornale cessò le pubblicazioni. Padre Naab riuscì a fuggire in Svizzera prima che i nazisti riuscissero a catturarlo e morì in esilio in Alsazia nel 1935. Gerlich, dopo 15 mesi di prigione fu fucilato, il 30 giugno del 1934.
Joseph Ratzinger ha dichiarato di essere stato da giovane un lettore del settimanale di Gerlich.

## Fonti
- Der gerade Weg. Deutsche Zeitung für Wahrheit und Recht (Nr. 1 vom 3. Januar 1932 bis Nr. 20 vom 8. März 1933): Digitalisat der Zeitschrift „Illustrierter Sonntag“/„Der gerade Weg“ im Online-Angebot der Bayerischen Landesbibliothek
- Prophetien wider das Dritte Reich. Aus den Schriften des Dr. Fritz Gerlich und des Paters Ingbert Naab O.F.M.Cap. Gesammelt von Dr. Johannes Steiner, Verlag Dr. Schnell & Dr. Steiner, München 1946